# Partecipanti alla Vuelta a España 2002
Elenco dei partecipanti alla Vuelta a España 2002.
Presero parte alla corsa 207 corridori, suddivisi in 23 squadre ciascuna composta da nove corridori. Di questi 75 si ritirarono e 132 giunsero al traguardo di Madrid.

## Corridori per squadra
| Team Coast                   | Team Coast                   | Team Coast                   | Fassa Bortolo            | Fassa Bortolo            | Fassa Bortolo            | ONCE-Eroski            | ONCE-Eroski               | ONCE-Eroski            |
| ---------------------------- | ---------------------------- | ---------------------------- | ------------------------ | ------------------------ | ------------------------ | ---------------------- | ------------------------- | ---------------------- |
| 1                            | Ángel Casero                 | 6º                           | 81                       | Francesco Casagrande     | 7º                       | 161                    | Joseba Beloki             | 3º                     |
| 2                            | Daniel Becke                 | 124º                         | 82                       | Fabio Baldato            | R                        | 162                    | Igor González de Galdeano | R                      |
| 3                            | Manuel Beltrán               | 9º                           | 83                       | Nicola Loda              | 88º                      | 163                    | José Azevedo              | 34º                    |
| 4                            | Fernando Escartín            | R                            | 84                       | Alessandro Petacchi      | 94º                      | 164                    | Rafael Díaz Justo         | 62º                    |
| 5                            | Aitor Garmendia              | 85º                          | 85                       | Gorazd Štangelj          | 74º                      | 165                    | Jan Hruška                | R                      |
| 6                            | Fabrizio Guidi               | R                            | 86                       | Paolo Tiralongo          | 43º                      | 166                    | Jörg Jaksche              | R                      |
| 7                            | Jaime Hernández              | 117º                         | 87                       | Tadej Valjavec           | 18º                      | 167                    | Mikel Pradera             | 98º                    |
| 8                            | Luis Pérez Rodríguez         | 22º                          | 88                       | Marco Velo               | 57º                      | 168                    | Marcos Serrano            | 38º                    |
| 9                            | David Plaza                  | 14º                          | 89                       | Denis Zanette            | 104º                     | 169                    | Mikel Zarrabeitia         | 21º                    |
| Acqua & Sapone-Cantina Tollo | Acqua & Sapone-Cantina Tollo | Acqua & Sapone-Cantina Tollo | iBanesto.com             | iBanesto.com             | iBanesto.com             | Phonak Hearing Systems | Phonak Hearing Systems    | Phonak Hearing Systems |
| 11                           | Santos González              | 59º                          | 91                       | Juan Miguel Mercado      | R                        | 171                    | Oscar Camenzind           | R                      |
| 12                           | Daniele Bennati              | R                            | 92                       | Santiago Blanco          | 45º                      | 172                    | Gonzalo Bayarri           | R                      |
| 13                           | Mario Cipollini              | R                            | 93                       | Juan Antonio Flecha      | 41º                      | 173                    | Reto Bergmann             | 92º                    |
| 14                           | Martin Derganc               | R                            | 94                       | José Vicente García      | 75º                      | 174                    | Juan Carlos Domínguez     | 93º                    |
| 15                           | Rubén Lobato                 | 123º                         | 95                       | José Iván Gutiérrez      | 100º                     | 175                    | Bert Grabsch              | 101º                   |
| 16                           | Giovanni Lombardi            | R                            | 96                       | Pablo Lastras            | 17º                      | 176                    | Óscar Pereiro             | 30º                    |
| 17                           | Miguel Á. Martín Perdiguero  | 42º                          | 97                       | Francisco Mancebo        | R                        | 177                    | Benoît Salmon             | 83º                    |
| 18                           | Mario Scirea                 | R                            | 98                       | Jon Odriozola            | R                        | 178                    | Daniel Schnider           | 68º                    |
| 19                           | Guido Trenti                 | R                            | 99                       | Aitor Osa                | 54º                      | 179                    | Sven Teutenberg           | 132º                   |
| AG2R Prévoyance              | AG2R Prévoyance              | AG2R Prévoyance              | Index-Alexia             | Index-Alexia             | Index-Alexia             | Relax-Fuenlabrada      | Relax-Fuenlabrada         | Relax-Fuenlabrada      |
| 21                           | Mikel Astarloza              | 77º                          | 101                      | Paolo Savoldelli         | R                        | 181                    | Nacor Burgos              | 35º                    |
| 22                           | Lauri Aus                    | R                            | 102                      | Dario Andriotto          | R                        | 182                    | Antonio Colom             | R                      |
| 23                           | Stéphane Bergès              | R                            | 103                      | Giuseppe Di Grande       | R                        | 183                    | Martín Garrido            | R                      |
| 24                           | Aleksandr Bočarov            | 61º                          | 104                      | Alessandro Guerra        | 122º                     | 184                    | Óscar Laguna              | 64º                    |
| 25                           | Íñigo Chaurreau              | R                            | 105                      | Marco Magnani            | R                        | 185                    | José Manuel Maestre       | 111º                   |
| 26                           | Nicolas Inaudi               | R                            | 106                      | Daniele Galli            | R                        | 186                    | Germán Nieto              | 131º                   |
| 27                           | Thierry Loder                | R                            | 107                      | Ivan Quaranta            | R                        | 187                    | Benjamín Noval            | R                      |
| 28                           | Christophe Oriol             | 91º                          | 108                      | Corrado Serina           | R                        | 188                    | José Luis Rebollo         | 46º                    |
| 29                           | Nicolas Portal               | 84º                          | 109                      | Andris Reiss             | 95º                      | 189                    | José Manuel Vázquez       | 99º                    |
| Alessio                      | Alessio                      | Alessio                      | Jazztel-Costa de Almeria | Jazztel-Costa de Almeria | Jazztel-Costa de Almeria | Saeco-Longoni Sport    | Saeco-Longoni Sport       | Saeco-Longoni Sport    |
| 31                           | Pietro Caucchioli            | 23º                          | 111                      | Rafael Casero            | 40º                      | 191                    | Gilberto Simoni           | 10º                    |
| 32                           | Andrea Brognara              | R                            | 112                      | Darío Gadeo              | 115º                     | 192                    | Igor Astarloa             | 63º                    |
| 33                           | Raffaele Ferrara             | R                            | 113                      | Jorge Ferrío             | 49º                      | 193                    | Leonardo Bertagnolli      | 106º                   |
| 34                           | Angelo Furlan                | 121º                         | 114                      | José Antonio Garrido     | 36º                      | 194                    | Danilo Di Luca            | 20º                    |
| 35                           | Vladimir Miholjević          | 24º                          | 115                      | Juan Carlos Guillamón    | 125º                     | 195                    | Juan Manuel Fuentes       | 79º                    |
| 36                           | Aleksandar Nikačević         | R                            | 116                      | Sergej Smetanin          | 80º                      | 196                    | Alessio Galletti          | R                      |
| 37                           | Dario Pieri                  | R                            | 117                      | José Antonio Pecharromán | 27º                      | 197                    | Gerrit Glomser            | 44º                    |
| 38                           | Alberto Vinale               | 128º                         | 118                      | Carlos Torrent           | 73º                      | 198                    | Fabio Sacchi              | 76º                    |
| 39                           | Mauro Zanetti                | R                            | 119                      | Ricardo Valdez           | R                        | 199                    | Alessandro Spezialetti    | R                      |
| Big Mat-Auber 93             | Big Mat-Auber 93             | Big Mat-Auber 93             | Kelme-Costa Blanca       | Kelme-Costa Blanca       | Kelme-Costa Blanca       | Tacconi Sport-Emmegi   | Tacconi Sport-Emmegi      | Tacconi Sport-Emmegi   |
| 41                           | Félix García Casas           | 8º                           | 121                      | Óscar Sevilla            | 4º                       | 201                    | Peter Luttenberger        | 81º                    |
| 42                           | Guillaume Auger              | R                            | 122                      | Santiago Botero          | 66º                      | 202                    | Gabriele Balducci         | R                      |
| 43                           | Stéphane Heulot              | R                            | 123                      | Juan José de los Angeles | 52º                      | 203                    | Paolo Bossoni             | 96º                    |
| 44                           | Jeremy Hunt                  | R                            | 124                      | Carlos García Quesada    | 19º                      | 204                    | Patrick Calcagni          | 103º                   |
| 45                           | Xavier Jan                   | R                            | 125                      | Aitor González           | 1º                       | 205                    | Diego Ferrari             | 113º                   |
| 46                           | Aitor Kintana                | 53º                          | 126                      | José Enrique Gutiérrez   | 37º                      | 206                    | Andrej Hauptman           | 90º                    |
| 47                           | Cyril Saugrain               | 114º                         | 127                      | Jesús Manzano            | R                        | 207                    | Zoran Klemenčič           | R                      |
| 48                           | Aleksej Sivakov              | 126º                         | 128                      | Antonio Tauler           | 39º                      | 208                    | Sylwester Szmyd           | 29º                    |
| 49                           | Sébastien Talabardon         | 110º                         | 129                      | Alejandro Valverde       | R                        | 209                    | Pietro Zucconi            | 119º                   |
| Cofidis                      | Cofidis                      | Cofidis                      | Lampre-Daikin            | Lampre-Daikin            | Lampre-Daikin            | Team Telekom           | Team Telekom              | Team Telekom           |
| 51                           | David Millar                 | R                            | 131                      | Juan Manuel Gárate       | R                        | 211                    | Erik Zabel                | 69º                    |
| 52                           | Daniel Atienza               | 28º                          | 132                      | Simone Bertoletti        | 31º                      | 212                    | Rolf Aldag                | 82º                    |
| 53                           | Íñigo Cuesta                 | R                            | 133                      | Massimo Codol            | 48º                      | 213                    | Robert Bartko             | 105º                   |
| 54                           | Médéric Clain                | 70º                          | 134                      | Milan Kadlec             | R                        | 214                    | Matthias Kessler          | 47º                    |
| 55                           | Bingen Fernández             | 87º                          | 135                      | Johan Verstrepen         | R                        | 215                    | Andreas Klier             | R                      |
| 56                           | Massimiliano Lelli           | R                            | 136                      | Mariano Piccoli          | 102º                     | 216                    | Andreas Klöden            | R                      |
| 57                           | Robert Sassone               | 127º                         | 137                      | Zbigniew Spruch          | 130º                     | 217                    | Jan Schaffrath            | 89º                    |
| 58                           | Dmitrij Fofonov              | 78º                          | 138                      | Ján Svorada              | 108º                     | 218                    | Aleksandr Vinokurov       | R                      |
| 59                           | Guido Trentin                | 15º                          | 139                      | Pavel Tonkov             | 67º                      | 219                    | Sergej Jakovlev           | R                      |
| Domo-Farm Frites             | Domo-Farm Frites             | Domo-Farm Frites             | Mapei-Quick Step         | Mapei-Quick Step         | Mapei-Quick Step         | US Postal Service      | US Postal Service         | US Postal Service      |
| 61                           | Jeroen Blijlevens            | R                            | 141                      | Óscar Freire             | R                        | 221                    | Roberto Heras             | 2º                     |
| 62                           | Dave Bruylandts              | 56º                          | 142                      | Elio Aggiano             | R                        | 222                    | José Luis Rubiera         | 51º                    |
| 63                           | Steven De Wolf               | R                            | 143                      | Davide Bramati           | 97º                      | 223                    | Michael Barry             | R                      |
| 64                           | Leif Hoste                   | R                            | 144                      | David Cañada             | 50º                      | 224                    | David Zabriskie           | 120º                   |
| 65                           | Andrej Kašečkin              | R                            | 145                      | Dario David Cioni        | 55º                      | 225                    | Antonio Cruz              | 118º                   |
| 66                           | Steven Kleynen               | 26º                          | 146                      | Pedro Horrillo           | R                        | 226                    | Steffen Kjærgaard         | R                      |
| 67                           | Koos Moerenhout              | 72º                          | 147                      | Andrea Noè               | R                        | 227                    | Víctor Hugo Peña          | R                      |
| 68                           | Bram Tankink                 | R                            | 148                      | Eddy Ratti               | R                        | 228                    | Christian Vande Velde     | 25º                    |
| 69                           | Jurgen Van Goolen            | 116º                         | 149                      | Charles Wegelius         | 109º                     | 229                    | Matthew White             | 129º                   |
| Euskaltel-Euskadi            | Euskaltel-Euskadi            | Euskaltel-Euskadi            | Milaneza-MSS             | Milaneza-MSS             | Milaneza-MSS             |                        |                           |                        |
| 71                           | Mikel Artetxe                | 86º                          | 151                      | Claus Michael Møller     | 12º                      |                        |                           |                        |
| 72                           | David Etxebarria             | R                            | 152                      | Ángel Edo                | 60º                      |                        |                           |                        |
| 73                           | Iker Flores                  | 71º                          | 153                      | Victoriano Fernández     | R                        |                        |                           |                        |
| 74                           | Gorka Gerrikagoitia          | 107º                         | 154                      | Joan Horrach             | 33º                      |                        |                           |                        |
| 75                           | Roberto Laiseka              | R                            | 155                      | Fabian Jeker             | 13º                      |                        |                           |                        |
| 76                           | Alberto López de Munain      | 65º                          | 156                      | Rui Lavarinhas           | 32º                      |                        |                           |                        |
| 77                           | José Alberto Martínez        | 112º                         | 157                      | Melchor Mauri            | R                        |                        |                           |                        |
| 78                           | Iban Mayo                    | 5º                           | 158                      | João Paulo Silva         | 58º                      |                        |                           |                        |
| 79                           | Haimar Zubeldia              | 11º                          | 159                      | Rui Sousa                | 16º                      |                        |                           |                        |

## Ciclisti per nazione
Le nazionalità rappresentate nella manifestazione sono 27; in tabella il numero dei ciclisti suddivisi per la propria nazione di appartenenza:
| Numero ciclisti | Nazione                                                                                               |
| --------------- | --- |
| 79              | Spagna                                                                                                |
| 46              | Italia                                                                                                |
| 13              | Francia                                                                                               |
| 11              | Germania                                                                                              |
| 6               | Belgio, Svizzera                                                                                      |
| 5               | Portogallo                                                                                            |
| 4               | Kazakistan, Russia, Slovenia, Stati Uniti                                                             |
| 3               | Paesi Bassi, Gran Bretagna, Rep. Ceca                                                                 |
| 2               | Austria, Colombia, Polonia                                                                            |
| 1               | Argentina, Australia, Canada, Croazia, Danimarca, Estonia, Jugoslavia, Lettonia, Norvegia, Slovacchia |